# Monumento a Benito Juárez
El monumento a Benito Juárez es un monumento pedestre ubicado en la ciudad colombiana de Santiago de Cali, capital del Valle del Cauca. Fue erigido el 18 de julio de 1972 como un homenaje al expresidente mexicano Benito Juárez, el cual fue uno de los grandes promotores de la Carretera Panamericana en su afán de unir a los pueblos de Centro y Sudamérica. Esta misma carretera atraviesa la ciudad en la cual se ubica el monumento.
La imagen de pie del expresidente se halla en un pedestal de piedra tallada en el que se puede leer la célebre frase del político mexicano "El respeto al derecho ajeno es la paz".

## Historia
Los Juegos Panamericanos de 1971 fueron uno de los eventos deportivos más importantes de la historia de la ciudad. Con motivo de estos juegos el Gobierno mexicano donó a la ciudad la estatua Benito Juárez.
Un año después, la estatua fue emplazada sobre un pedestal de piedra tallada en la cual se puede leer la frase célebre del político y el homenaje que se le hace por su esfuerzo para la construcción de la Carretera Panamericana, la cual es conocida en la ciudad como carrera 1, donde el monumento está ubicado actualmente.